# Вольт-фарадная характеристика
Вольт-фара́дная характери́стика (англ. capacitance-voltage (CV-) characteristic, по-русски иногда озвучивается как «цэ-вэ-характеристика») — зависимость ёмкости образца {\displaystyle C} от поданного на него медленно изменяющегося напряжения {\displaystyle V}.
Ёмкость {\displaystyle C} здесь определяется как отношение {\displaystyle \Delta Q/\Delta V} — изменения заряда {\displaystyle \Delta Q} при действии малого изменения напряжения {\displaystyle \Delta V}. При измерениях изменение напряжения на образце при записи кривой {\displaystyle C(V)} изменяется медленно.
Название характеристики связано с единицами измерения напряжения и ёмкости в СИ — соответственно, вольт и фарад.
Вольт-фарадные характеристики могут быть получены — рассчитаны или измерены — для разнообразных приборов и структур. Чаще всего они изучаются применительно к полупроводниковым системам с барьерами, как то pn-переходы, барьеры Шоттки и особенно МДП-структуры (металл-диэлектрик-полупроводник). Частотный диапазон измерений в принципе, не ограничен (обычно от постоянного напряжение до 1 МГц), практически вид CV-кривых обычно существенно зависит от частоты, что обусловлено инерционностью среды при изменении внешнего электрического поля.
Измерения вольт-фарадных характеристик дают важные данные о качестве материалов в структуре, наличии дефектов на границах разделов составляющих её слоёв. Они широко применяются в полупроводниковой технологии, в первую очередь при работе со структурами, в которых почти нет электрической проводимости, хотя метод применим и при наличии токов через структуру.

## Математические детали
При записи CV-кривой прикладываемое к образцу напряжение меняется по закону
{\displaystyle V_{full}=V(t)+\Delta V\cdot \sin(\omega t+\alpha )},
где {\displaystyle V(t)} — медленно изменяемая, обычно линейно от времени «опорная» составляющая напряжения,
{\displaystyle \Delta V} — амплитуда малого синусоидального сигнала, используемого для измерения,
{\displaystyle t} — время,
{\displaystyle \omega } — частота вариации напряжения,
{\displaystyle \alpha } — начальная фаза.
При этом заряд структуры описывается выражением:
{\displaystyle Q_{full}=Q(t)+\Delta Q(\omega )\cdot \sin(\omega t+\alpha _{Q}).}
Здесь образец рассматривается как конденсатор.
Соответственно, ёмкость для малого изменения напряжения будет:
{\displaystyle C=C(\omega )=\lim _{\Delta V\to 0}{\frac {\Delta Q(\omega )}{\Delta V}}.}
При описании вольт-фарадных характеристик под {\displaystyle C} имеется в виду именно эта величина, а не {\displaystyle Q/V}.
В статическом случае (нулевая частота) можно продифференцировать соотношение {\displaystyle Q(V)}:
{\displaystyle C(0)={\frac {dQ}{dV}}.}
Измерение заряда может осуществляться посредством диагностики нестационарного тока зарядки-разрядки {\displaystyle I(t)} образца через его выводы в процессе подачи напряжения {\displaystyle V_{full}}:
{\displaystyle Q_{full}=\int _{0}^{t}I({\tilde {t}})d{\tilde {t}}.}
Как аргумент функции при построении графика ёмкости используется опорное напряжение {\displaystyle V.}

## Роль частоты в CV-измерениях
Частотная зависимость вида CV-характеристик может быть обусловлена:
- зависимостью диэлектрической проницаемости {\displaystyle \varepsilon } от частоты;
- недостаточной скоростью генерации носителей заряда.

Простой пример первого из указанных эффектов — измерение CV-характеристики конденсатора с однородным диэлектриком. Эта характеристика будет прямой линией, однако её наклон будет меняться из-за изменения диэлектрической проницаемости диэлектрика от частоты.
Второй эффект в основном сказывается в областях пространственного заряда в полупроводниковых структурах, где происходит термическая генерация и разделение электронно-дырочных пар. При высоких частотах может оказаться так, что генерация отстаёт от сигнала {\displaystyle \Delta V\cdot \sin(\omega t+\alpha )}, в результате чего {\displaystyle \Delta Q} оказывается заниженной.

## CV-характеристики МДП-структур
Структуры металл-диэлектрик-полупроводник относятся к объектам, для которых важны вольт-фарадные измерения. При этом сами такие структуры, представляя собой затворную область полевого транзистора (MOSFET), играют важную роль в технической физике полупроводников.
МДП-структура может находиться в одном из трёх зарядовых состояний: аккумуляции, обеднения и инверсии. Аккумуляция — это режим, когда в полупроводнике вблизи границы диэлектрик-полупроводник индуцируется область из основных подвижных носителей заряда (электронов для подложки n-типа проводимости или дырок для подложки p-типа). Инверсия — противоположный режим: у упомянутой границы индуцируются электроны, когда подложка p-типа, и дырки если она n-типа. Наконец, обеднение характеризуется тем, что концентрация основных носителей в некоторой, более широкой, чем слой обогащения или инверсии, области снижается в сравнении с равновесным случаем.
Для каждого из зарядовых состояний существуют свои тренды поведения вольт-фарадных характеристик. Пример на анимации соответствует подложке p-типа, «gate voltage» — это напряжение на металлическом электроде по отношению к подложке; то есть ситуация аккумуляции реализуется при отрицательных напряжениях, а обеднения или инверсии — при положительных. Кривые нормированы на величину ёмкости слоя диэлектрика, в данном случае оксида (построена величина {\displaystyle C/C_{\text{ox}}}). Представлены низкочастотная (красная кривая) и высокочастотная (синяя) ёмкости; расчет выполняется для серии толщин оксида 10—100 нм, высвечиваемых под графиком. Для аккумуляции кривые для разных частот одинаковы, а для другой полярности напряжения наблюдаются радикальные различия, а именно в «синем» случае генерация «не успевает» и ёмкость при повышении напряжения {\displaystyle V} остаётся низкой.
Реально измеренная характеристика может отличаться от теоретической положением вдоль горизонтальной оси, неповторяемостью кривой при изменения напряжения на образце от низкого к высокому и обратно, искажением формы. Такие особенности подлежат анализу в каждом конкретном случае и могут указывать на существование паразитных зарядов в диэлектрике и на границе диэлектрик-полупроводник, которые к тому же могут изменяться в зависимости от величины приложенного напряжения {\displaystyle V}.